# Lysiteles niger
Lysiteles niger là một loài nhện trong họ Thomisidae.
Loài này thuộc chi Lysiteles. Lysiteles niger được Hirotsugu Ono miêu tả năm 1979.